# Montreuil-l’Argillé
Montreuil-l’Argillé település Franciaországban, Eure megyében. Lakosainak száma 788 fő (2022. január 1.). Montreuil-l’Argillé La Goulafrière, Saint-Agnan-de-Cernières, Saint-Pierre-de-Cernières és Saint-Denis-d’Augerons községekkel határos.

## Népesség
A település népességének változása:
| Lakosok száma | 755  | 726  | 706  | 783  | 794  | 805  | 823  | 843  | 829  | 788  |
|               | 1968 | 1982 | 1990 | 2006 | 2013 | 2015 | 2017 | 2019 | 2020 | 2022 |